# Кошонін Сергій Анатолійович
Сергій Анатолійович Кошонин (11 квітня 1958 , Ленінград ) — радянський і російський актор театру і кіно, Заслужений артист Російської Федерації (2006).

## Біографія
Народився 11 квітня 1958 року в Ленінграді (Нині в Санкт-Петербурзі). 
У 1975 році вступив в ЛДІТМІК на курс Аркадія Кацмана і Льва Додіна Після закінчення училища 20 років служив у Молодіжному театрі на Фонтанці.
У Молодіжному театрі на Фонтанці під керівництвом Семена Співака зіграв понад сто ролей, працював з режисером Володимиром Малищицьким . Зіграв найбільш значущі ролі в спектаклях за творами Олександра Володіна.
C 1995 року зайнявся продюсуванням на телебаченні: першим проектом стала циганська група «Кабріолет», потім антреприза в творчому об'єднанні «Арт-Пітер» .
Став популярний після виконання ролі майора Максима Виригіна в телесеріалі "Убивча сила". У 2010 році в складі делегації російських акторів Георгія Штиля та Євгена Леонова-Гладишева до Іжевська зустрічався з конструктором стрілецької зброї М. Т. Калашниковим. У результаті про конструктора був знятий фільм «Честь маю» (автор і режисер Олександр Рабинович).
Сім'я: дружина Лоліта Кошоніна.
Син Іван Сергійович Кошонін.

## Театральні роботи
- «Ах, Невський, всемогутній Невський…»
- «Дорога Олена Сергіївна»
- «Гроза»
- «Міщанин у дворянстві»
- «На брудершафт»
- «Падша дружина інженера Мамбретті»[5]
- «Сто братів Бестужевих»
- «Танго»
- «Тригрошова опера»

## Фільмографія
- 1975 — Щоденник директора школи — Ігор Кольцов
- 1980 — Остання втеча — жених Соні
- 1982 — Сліди залишаються —  Мартинов  (епізод)
- 1984 — Жив-був лікар —  Сергій Шумилін
- 1984 — Макар-слідопит —  червоноармієць Васильєв
- 1986 — Звіздар —  журналіст
- 1988 — Політ птиці —  Боря
- 1989 — Інтердівчинка — таксист
- 2001 — Темна ніч
- 2003 — Російські страшилки — Мер
- 2005 — Нелегал
- 2007 — Закон зайця — підполковник Мар'янов Едуард Іванович, заступник начальника відділу розслідування вбивств ГУВС
- 2007 — Стратити не можна помилувати — Ратіков
- 2007 — Платки — Альберт
- 2008 — Ляльки чаклуна —  Андрій Григорович Самарцев, бізнесмен
- 2008 — Тільки вперед —  генерал Сергій Прохоров
- 2010 — Не скажу —  продюсер фільму
- 2012 — Бендер, кров. Фільм перший —  Слідчий Покровський
- 2012 — Випробування вірністю
- 2012 — Механік —  генерал
- 2012 — Хмуров —  Тимофій Кирилович Корнєєв
- 2013 — Дружина офіцера —  Сергій Вікторович Гусєв
- 2013 — Морські дияволи. Смерч. Долі —  Антон Маховський
- 2014 — Шаманка —  Ілля Аркадійович Долгов
- 2015 — Народжена зіркою —  Мильніков
- 2015 — Така робота —  Губанов
- 2015 — Чума —  Олександр Олександрович Лопарєв
- 2016 — Рукавичка Аврори —  Іван Петрович Синіцин
- 2017 — Лагідна —  кримінальний авторитет
- 2019 — Канцелярський щур —  Григорій Петрович Бачурін, мер міста Портовий

## Телесеріали
- 1986 — Звіздар —  журналіст
- 1998 — Вулиці розбитих ліхтарів-2 —  Петро Канарський, «авторитет» (серія «Аварійний захист»)
- 2000 — Агент національної безпеки-2 2 —  Костянтин Євгенович Костров, журналіст (серія «Смертник»)
- 2000 — Полювання на Попелюшку —  Альберт
- 2000—2006 — Убивча сила —  Максим Виригін
- 2001 — Ключі від смерті —  Харін
- 2002 — Спецвідділ —  Ілля Репніков
- 2003 — Жіночий роман —  Віктор Семенович
- 2003 — Мангуст —  Крамер
- 2003 — Три кольори любові —  Міщенко
- 2005 — Отаман —  представник прокуратури
- 2005 — Бандитський Петербург. Фільм 7. Переділ —  Степан Бірюльово
- 2005 — Брежнєв
- 2005 — Морські дияволи —  генерал Барщевський
- 2005 — Парі —  Сергій Анатолійович
- 2005 — Щасливий —  шеф редакції
- 2007 — Свій-чужий —  актор Сергій  (фактично камео)
- 2007 — Брати —  Казанцев
- 2007 — Літєйний, 4 —  Баринов
- 2007 — Опера. Хроніки вбивчого відділу-3 —  Барсуков
- 2007—2008 — Оперативна розробка —  Василь Степанович
- 2008 — А. Д. —  незнайомець
- 2008 — Виклик — 3 —  мер Івашов
- 2008 — Даїшники —  Федір Гунів
- 2009 — Шлюбний контракт —  Станіслав Миколайович
- 2009 — Місто щастя —  Вадим
- 2010 — Військова розвідка. Західний фронт —  генерал Олексій Дробот
- 2010 — Прощай, «макаров»! —  Михайло Ромів, каперанг  (15-та серія «Месник»)
- 2011 — Військова розвідка. Перший удар —  генерал Олексій Дробот
- 2011 — Захист свідків —  Бодрунов
- 2011 — Страховики —  Ананьїв
- 2011 — Лють —  Самойлов
- 2012 — ППС —  Рогозін
- 2012 — Вулиці розбитих ліхтарів-12 —  Лобачов  (серія «Дурник»)
- 2012 — Шеф —  Дмитро Дмитрович Холодилов, генерал-лейтенант поліції, начальник УЕБ і ПК ГУ МВС РФ по СПБ і ЛО, заступник начальника ГУ МВС по СПБ і ЛО
- 2013 — Одесит —  Микола Іванович Тарасов, підполковник, начальник Василеострівського РУВС
- 2013—2014 — Берегова охорона-2 —  Дмитро Костянтинович Зубов
- 2013—2014 — Чужий —  Арсеній Русланович Килина, депутат Держдуми, олігарх Акула
- 2014 року — Невський —  Геннадій Петрович Любимов, полковник поліції, начальник УМВС Центрального району
- 2014—2015 — Біла стріла. Відплата —  Мірощук
- 2016 — Мажор — 2 —  Едуард Федорович, лікар
- 2017 — Невський. Перевірка на міцність —  Геннадій Петрович Любимов, генерал-майор поліції, заступник начальника ГУМВС
- 2017 — Чуже обличчя —  Олег Романович Бабаєв, власник мережі ювелірних магазинів «Золотий намет»
- 2018 — Мельник —  Віктор Сергійович Березін («Березан»), кримінальний авторитет
- 2019 — Умовний мент —  Олександр Сергійович Данилов

## Нагороди та звання
- 2006 — Заслужений артист Російської Федерації